# Klyftpotatis

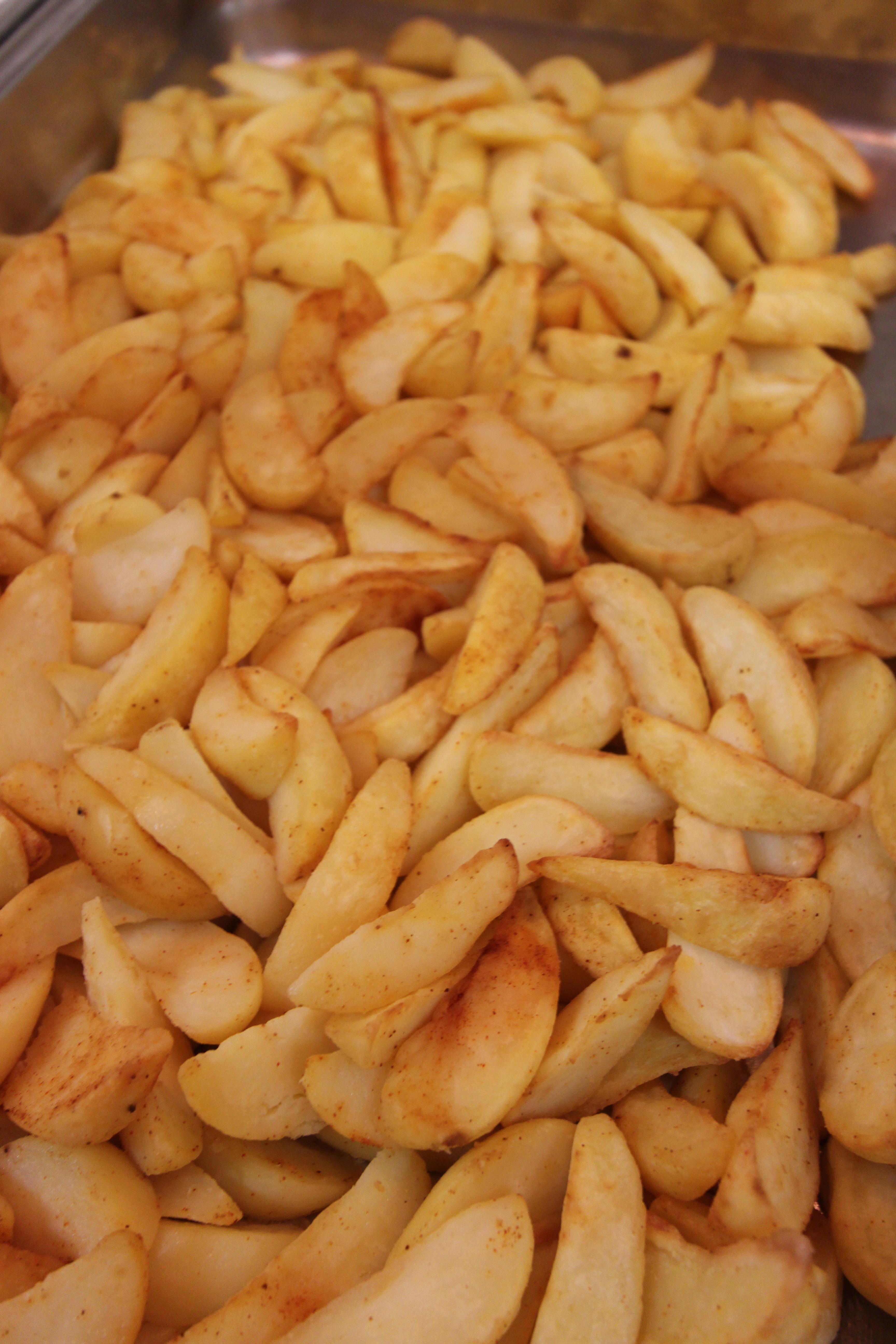
Klyftpotatis.

Klyftpotatis är en potatisrätt. Den liknar pommes château i det traditionella franska köket.
Klyftpotatis tillagas genom att potatis, eventuellt skalad och/eller kokt, delas i klyftor och grillas i ugn eller steks, ofta med olja, salt, och kryddor.